# Antoine Rey
Antoine Rey (sinh ngày 25 tháng 8 năm 1986) là một cầu thủ bóng đá người Thụy Sĩ thi đấu ở vị trí tiền vệ cho FC Chiasso.
Anh khởi đầu sự nghiệp tại FC Lausanne-Sport lúc 16 tuổi và có 172 trận ra sân cho câu lạc bộ trước khi chuyển đến FC Lugano. Anh có lần ra sân thứ 200 với FC Lugano vào ngày 29 tháng 5 năm 2016 khi thi đấu trong trận chung kết Cúp bóng đá Thụy Sĩ 2015–16.
He is a graduate of University of Lausanne where he earned his bachelor's degree in Biology. He earned his master's degree in Economics từ Università della Svizzera Italiana.

## Danh hiệu
Lugano
Winner
- Swiss Challenge League: 2014–15

Á quân
- Swiss Challenge League: 2013–14